# Riserva naturale Agoraie di sopra e Moggetto
La riserva naturale Agoraie di sopra e Moggetto è una area naturale protetta situata nel comune di Rezzoaglio, in provincia di Genova, alle pendici del monte Aiona, e all'interno del Parco naturale regionale dell'Aveto. La riserva è stata istituita nel 1971.

## Territorio
La riserva si suddivide in due aree: le Agoraie che occupano la maggior parte del territorio (15,50 ha) e il Moggetto (1,50 ha).
Le Agoraie sono un gruppo di laghetti di origine glaciale tra i quali 4 perenni e 2 stagionali.
I quattro laghi perenni sono il lago degli Abeti, il lago Riondo, le Agoraie di Mezzo e le Agoraie di Fondo o Stagno grande; mentre i due laghi stagionali si chiamano Pozza degli Abeti e Stagno Piccolo. Il lago più peculiare è il lago degli Abeti che deve il suo nome per la presenza sui suoi fondali di numerosi tronchi fossili di abeti.
L'origine dei laghi va attribuita all'ultima era glaciale avvenuta nel Quaternario.
Il Moggetto, chiamato anche Stagno Lastro è un lago, anch'esso stagionale, nel quale trova spazio una notevole ittiofauna.

## Flora
La flora della riserva naturale, che circonda fitta i laghi, è molto varia. La flora arborea è dominata dal faggio e, in minor quantità, da varie conifere. Sono presenti numerosi relitti glaciali tra i quali Lycopodiella inundata, Tricophorum caespitosum, Sphagnum fuscum, Sphagnum rubellum, Drosera rotundifolia, Menyanthes trifoliata, Carex fusca, Eriophorum angustifolium, Eriophorum latifolium, Rorippa islandica ed Eleocharis palustris.

## Accesso
L'area è accessibile solo per motivi didattici e scientifici.